# Meeting Grand Prix IAAF de Dakar

Het Léopold Senghor Stadion waar de Meeting Dakar jaarlijks wordt gehouden.

De Meeting Grand Prix IAAF de Dakar, vaak kortweg Meeting Dakar genoemd, is een jaarlijks atletiekevenement, dat wordt gehouden in Dakar (Senegal). De wedstrijd wordt sinds zijn oprichting in 2003 gehouden in het Léopold Senghor Stadion, vernoemd naar de in 2001 overleden Senegalese oud-president Léopold Senghor. Destijds had de wedstrijd nog de naam Meeting International d'Athletisme de la Ville de Dakar. Het evenement wordt georganiseerd door de Senegalese atletiekbond.
 De Meeting Dakar behoorde van 2006 tot en met 2009 tot de IAAF Grand Prix-wedstrijden. Vanaf 2010, het jaar waarin de World Challenge werd ingevoerd, behoort de wedstrijd tot deze categorie wedstrijden. In 2012 ging de Meeting Dakar niet door door overstromingen in de stad Dakar. Daardoor werd het stadion waarin de wedstrijd zou worden gehouden gebruikt om onderdak te bieden aan slachtoffers.

## Meetingrecords
| Onderdeel            | Prestatie          | Atleet                   | Nationaliteit | Datum         |
| -------------------- | ------------------ | ------------------------ | ------------- | ------------- |
| 100 m                | 9,98 s             | Aziz Zakari              | GHA           | 4 april 2003  |
| 200 m                | 20,56 s            | Uchenna Emedolu          | NGR           | 2003          |
| 200 m                | 20,55 s (+2,8 m/s) | Mosito Lehata            | LES           | 12 juni 2013  |
| 400 m                | 45,29 s            | Young Talkmore Nyongani  | ZIM           | 2004          |
| 800 m                | 1.45,40            | Ferguson Rotich          | KEN           | 12 juni 2013  |
| 1500 m               | 3.35,15            | Daniel Kipchirchir Komen | KEN           | 12 juni 2013  |
| 3000 m               | 7.43,99            | Mohamed Moustaoui        | MAR           | 28 mei 2011   |
| 110 m horden         | 13,60 s            | David Oliver             | USA           | 2006          |
| 400 m horden         | 48,68 s            | Angelo Taylor            | USA           | 28 april 2007 |
| hoogspringen         | 2,30 m             | Aleksey Dmitrik          | RUS           | 28 mei 2011   |
| polsstokhoogspringen | 5,55 m             | Denis Yurchenko          | UKR           | 17 mei 2008   |
| polsstokhoogspringen | 5,55 m             | Jurij Rovan              | SLO           | 17 mei 2008   |
| verspringen          | 8,27 m             | Ndiss Kaba Badji         | SEN           | 24 april 2010 |
| hink-stap-springen   | 17,08 m            | Randy Lewis              | GRN           | 17 mei 2008   |
| kogelstoten          | 21,53 m            | Christian Cantwell       | USA           | 2009          |
| discuswerpen         | 64,93 m            | Gábor Máté               | HUN           | 17 mei 2008   |
| kogelslingeren       | 75,29 m            | Pavel Bareisha           | BLR           | 25 mei 2016   |
| speerwerpen          | 81,10 m            | Andreas Thorkildsen      | NOR           | 2007          |

| Onderdeel            | Prestatie          | Atlete            | Nationaliteit | Datum         |
| -------------------- | ------------------ | ----------------- | ------------- | ------------- |
| 100 m                | 11,10 s (+1,7 m/s) | Oludamola Osayomi | NGR           | 17 mei 2008   |
| 200 m                | 23,20 s            | Sheri-Ann Brooks  | JAM           |               |
| 200 m                | 23,20 s            | Aida Diop         | SEN           | 2002          |
| 400 m                | 50,94 s            | Amy Mbacke Thiam  | SEN           |               |
| 400 m                | 50,94 s            | Amantle Montsho   | BOT           | 2010          |
| 800 m                | 2.00,61            | Caster Semenya    | RSA           | 28 mei 2011   |
| 3000 m               | 8.44,30            | Almaz Ayana       | ETH           | 12 juni 2013  |
| 100 m horden         | 12,94 s            | Tacko Diouf       | SEN           | 2000          |
| 100 m horden         | 12,94 s (+0,1 m/s) | Christina Manning | USA           | 25 mei 2016   |
| 400 m horden         | 55,84 s            | Surita Febraio    | RSA           | 2005          |
| hoogspringen         | 1,94 m             | Doreen Amata      | NIG           | 23 mei 2015   |
| polsstokhoogspringen | 4,40 m             | Robeilys Peinado  | VEN           | 25 mei 2016   |
| verspringen          | 6,74 m (+1,8 m/s)  | Keila Costa       | BRA           | 28 april 2007 |
| hink-stap-springen   | 14,22 m (±0,0 m/s) | Susana Costa      | POR           | 23 mei 2015   |
| kogelstoten          | 19,51 m            | Nadine Kleinert   | GER           | 17 mei 2008   |
| discuswerpen         | 59,38 m            | Sabine Rumpf      | GER           | 12 juni 2013  |
| kogelslingeren       | 75,33 m            | Betty Heidler     | GER           | 28 mei 2011   |
| speerwerpen          | 60,48 m            | Līna Mūze         | LAT           | 23 mei 2015   |

Berlijn (ISTAF) · Dakar (Meeting Grand Prix IAAF de Dakar) · Hengelo (Fanny Blankers-Koen Games) · Kingston (Jamaica International Invitational) · Madrid (Meeting de Atletismo Madrid) · Melbourne (Melbourne Track Classic) · Moskou (Moskou Challenge) · Ostrava (Golden Spike Ostrava) · Peking (Beijing World Challenge) · Ponce (Ponce Grand Prix de Atletismo) · Rabat (Meeting International Mohammed VI d'Athlétisme) · Rieti (Rieti Meeting) · Rio de Janeiro (Grande Premio Brasil Caixa de Atletismo) · Tokio (Seiko Golden Grand Prix) · Zagreb (Hanžeković Memorial)